# Krmné stromy, keře a byliny
Krmné stromy, keře a byliny představují rozsáhlou skupinu rostlin využívaných ke krmivářským účelům. Využívají se zejména v rozvojových zemích nebo jako náhražka jiných rostlinných krmiv při jejich nedostatku. V rozvinutých zemích a bohatých zemědělských podnicích třetího světa se krmí speciálními krmnými směsemi.

## Tropy a subtropy
K nejvýznamnějším krmivům tohoto typu patří druhy rodu Acacia, Leucaena glauca, eukalyptus, čeledi Bambusaceae a Mimosaceae. Významné je též zkrmování banánovníku.

### Krmení banánovníku
V případě krmení banánovníku (Musa) se jedná buďto o zkrmování rozdrceného pseudokmenu s listy nebo banánových plodů. Jedná se tedy o banánovníky primárně pěstované za účelem sklizně ovoce nebo plantejnů.
V případě rozdrcených listů se využívá vyššího obsahu dusíkatých látek (kolem 3,7 %). Listy obsahují asi 19,8 % sušiny.
Banánové plody obsahují značné množství vody, škrobu a draslíku. Naopak málo dusíkatých látek, vlákniny, lyzinu, vápníku a fosforu. Zkrmují se buď zelené – prasatům – jako náhrada kukuřice, nebo loupané, zejména skotu, ovcím a kozám jako zdroj energie. Pro selata a telata se připravuje banánová moučka z plodů obsahujících 72-74 % škrobu, 1,2 % vlákniny a asi 4,5 % dusíkatých látek.